# Holografie

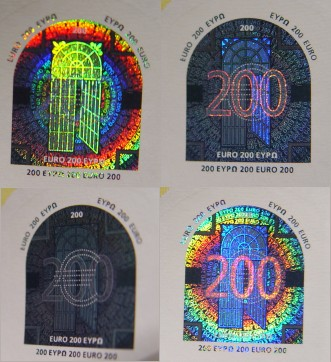
Hologram op een bankbiljet van € 200, gezien vanuit verschillende hoeken

Holografie (Oudgrieks: ὅλος, hólos = volledig en γράφειν, gráphein = schrijven) is een techniek om een driedimensionale afbeelding van een object te maken, met gebruik van een plat vlak in de vorm van een fotografische film of sensor, of een ingegraveerde structuur. Door de afbeelding uit verschillende hoeken te bekijken lijkt het platte beeld te veranderen zodat de indruk van een ruimtelijk, driedimensionaal beeld bestaat. Het beeld bestaat echter niet echt maar wordt gerepresenteerd door plaatsen waar licht aanwezig is en door plaatsen waar minder of geen licht aanwezig is. Het resultaat kan alleen vanuit een beperkte hoek worden waargenomen. Zie de foto’s, die dit laatste illustreren. Door de breking van het (witte) licht zijn in deze afbeeldingen veelal de kleuren van de regenboog zichtbaar.
Een andere term voor holografie is golffrontreconstructie.

## Werking

Het opnemen van een hologram

Het hologram weergeven

### Eenvoudig uitgelegd
Als men door een venster kijkt, krijgt men op het netvlies een beeld dat door de ooglens wordt gevormd uit alle binnen de beeldhoek door het venster op het oog gevallen golven. Met een bepaalde (fysisch-)optische truc is het mogelijk, een momentopname te maken van deze golven zoals ze het venster passeren; de daarbij gebruikte film of beeldsensor neemt dan de plaats in van het genoemde venster. Deze opname – hetzij een ontwikkelde film, hetzij een digitaal bestand van de opname door de beeldsensor – heet nu het hologram, een opname dus van alle golven die op dat ene moment door dat venster kwamen. Wordt dit hologram nu opnieuw belicht door een laserbundel, dan worden de golven die tijdens de opname door het raam binnenkwamen, als het ware gereconstrueerd (vandaar ook de term „golffrontreconstructie”). De golven die door het venster kwamen, kwamen uit verschillende richtingen, zodanig dat men (binnen de beperking van de raamkozijnen) ‘diepte’ zag. Met de herstelde golven ziet men nu dezelfde ‘diepte’. Er zijn ook hologrammen die met gewoon licht (dus zonder laser) uitgelezen kunnen worden. Bekende voorbeelden daarvan zijn die op de eurobiljetten en de bankpasjes.
Door een kleiner venster ziet men minder diepte, doordat men minder ver van opzij kan kijken. Hetzelfde effect treedt op bij een hologram: hoe kleiner het hologram is, des te minder ver men van opzij kan kijken en des te minder diepte men dus te zien krijgt.

### Iets diepgaander uitgelegd
De werking berust op het principe van interferentie. Licht kan beschouwd worden als een golfverschijnsel. Het primaire licht (de oorspronkelijke golven) en het secundaire licht (de golven die via de opname komen) doven elkaar op bepaalde plaatsen in de ruimte uit (tegenfase) en op andere plaatsen in de ruimte versterken ze elkaar. Dit vereist echter wel dat de golven niet willekeurig door elkaar lopen, en dat ze dezelfde golflengte hebben en met elkaar „in de pas lopen”. Daarom is een coherente monochromatische lichtbron nodig voor een optimaal resultaat. In de opname is het beeld niet rechtstreeks te herkennen: elk deel van het fotografische beeld draagt bij tot het gehele hologram. Naarmate het opgenomen beeld groter is, wordt het hologram scherper afgebeeld en is er meer diepte te zien. De transformatie die hierbij optreedt, is een voorbeeld van wat in de wiskunde bekendstaat als een fouriertransformatie. Omdat ieder deel van het opgenomen beeld het gehele beeld van het hologram in zich draagt is die naam holografie gekozen.
Net als het venster in bovenstaande vereenvoudigde uitleg, beperkt de lichtgevoelige plaat (film, sensor) het hoekbereik waaronder men het beeld nog ruimtelijk kan zien.

## Toepassing
Hologrammen worden veelvuldig toegepast om de echtheid van een object te waarborgen. Zo komen hologrammen voor op bankpasjes, bankbiljetten, softwareverpakkingen enz. Deze methode wordt toegepast omdat hologrammen moeilijk na te maken zijn.

### Holografische interferometrie
Daarnaast worden hologrammen gebruikt voor holografische interferometrie, een meetmethode waarbij het holografische beeld interfereert met het licht dat door het – nog in de opstelling aanwezige – fysieke object wordt weerkaatst. Daarna wordt de vervorming van het object tussen opname en meting, bepaald door de ringen in het interferentiepatroon te tellen bij een constante golflengte van de lichtbron. Hieruit kan het faseverschil tussen de lichtbronnen, en dus de verplaatsing van het object worden bepaald.

## Geschiedenis
Het pioneerswerk in het onderzoek naar holografie is gedaan door de Poolse natuurkundige Mieczysław Wolfke. In 1920 bedacht hij een methode voor het opsplitsen van het beeldvormingsproces in twee afzonderlijke fasen. Hij overwoog ook het gebruik van interferentie voor het opslaan van informatie. Hiermee legde hij de theoretische grondslagen voor de hedendaagse holografie.
In 1948 bedacht Dennis Gabor, een Hongaars geleerde, een methode om met behulp van een speciaal soort licht een voorwerp in drie dimensies op de gevoelige plaat vast te leggen. Bij gebrek aan dat speciale (coherente en monochromatische) licht – tegenwoordig gegenereerd met een laser – liep de ontwikkeling spaak. In 1960 bouwde de Amerikaanse natuurkundige Theodore Maiman de eerste werkende laser. Een laser produceert licht van slechts één kleur (monochromatisch), dat ook dezelfde fase heeft en dus coherent is. In 1962 maakten de Amerikanen Upatnieks en Leith met behulp van de laser met succes het eerste hologram.
In 1971 kreeg Gabor de Nobelprijs voor Natuurkunde voor zijn ontdekking.

## Wetenschap
Holografie is ook een term in de theoretische natuurkunde. In de snaartheorie, en meer algemeen elke theorie van de kwantumgravitatie, meent men dat het zogeheten 'holografisch principe' geldig is. Dit principe stelt dat een ruimte geheel kan worden beschreven door de theorieën op de randen, en dat er in zo'n randtheorie hoogstens één vrijheidsgraad heeft per Planckruimte. Deze theorie komt van de Nederlandse theoretisch fysicus Gerard 't Hooft. De (abstracte) gelijkenis met holografie is dat ook hier een hogerdimensionaal object (het driedimensionale beeld) volledig gecodeerd blijkt te zijn op een lagerdimensionaal oppervlak (de belichte plaat).

## Onjuist gebruik van de termholografie
Op sommige terreinen, zoals de kunst en de amusementsindustrie, worden soms weergavetechnieken gebruikt, zoals Pepper's ghost, die ten onrechte weleens als holografie worden betiteld. Dit zijn echter 3D-projecties. Enkele voorbeelden hiervan zijn:
- Tijdens de Amerikaanse presidentsverkiezingen van 2008 maakte CNN gebruik van een visueel effect gecreëerd met digitale video-technieken – dat door allerlei bronnen ten onrechte een „hologram” werd genoemd – om de live verslaggeving te vernieuwen. Jessica Yellin bracht verslag uit vanuit Chicago terwijl haar „hologram” geprojecteerd werd in de studio van New York.[1]
- In april 2012 was op het Amerikaanse muziekfestival Coachella een bewegend en rappend „hologram” te zien van de in 1996 overleden rapper Tupac Shakur.[2]
- In juni 2019 maakt Circus Roncalli gebruik van 3D-projecties van dieren in plaats van echte dieren.[3]